# Arrondissement Romorantin-Lanthenay
Arrondissement Romorantin-Lanthenay (fr. Arrondissement de Romorantin-Lanthenay) je správní územní jednotka ležící v departementu Loir-et-Cher a regionu Centre-Val de Loire ve Francii. Člení se dále na osm kantonů a 63 obce.

## Kantony
- Lamotte-Beuvron
- Mennetou-sur-Cher
- Neung-sur-Beuvron
- Romorantin-Lanthenay-Nord
- Romorantin-Lanthenay-Sud
- Saint-Aignan
- Salbris
- Selles-sur-Cher